# Marchia Billungów

Marchia Billungów na tle niemiecko-słowiańskiego pogranicza w X wieku

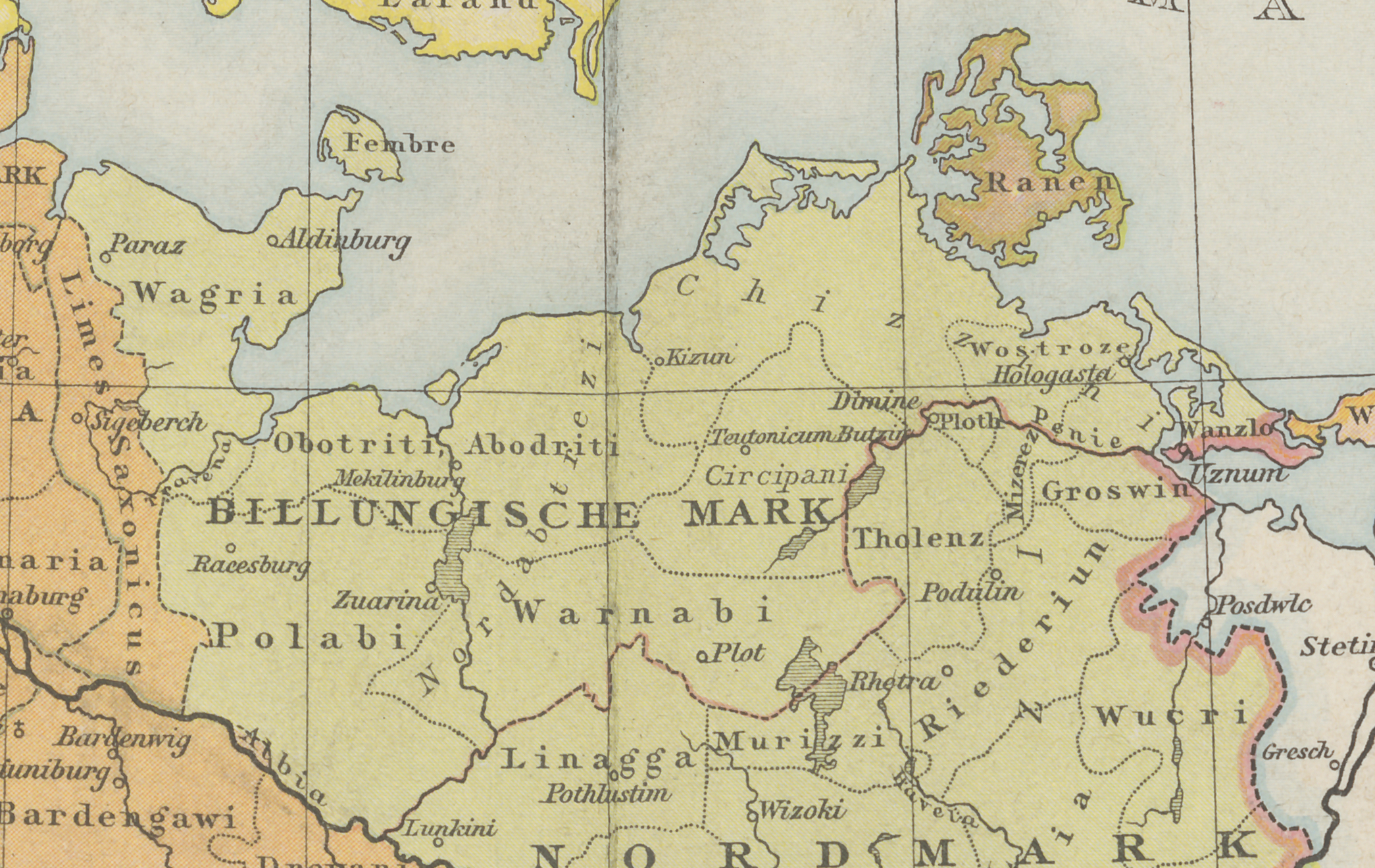
Marchia Billungów w 1000 roku

Marchia Billungów (niem. Mark der Billunger lub Billunger Mark) – region graniczny (marchia) północno-wschodniego Księstwa Saksonii, który embrionalnie ukształtował się w X wieku. Nazwa marchii pochodzi od nazwiska niemieckiego rodu Billungów, który nią władał. Wraz z jego wygaśnięciem tereny marchii weszły ponownie w skład księstwa Saksonii. Marchia ta stanowiła jeden z członów tzw. marchii połabskich. Obejmowała tereny zajmowane przez Słowian między tzw. Limes Saxoniae na zachodzie a rzekami Pianą i Eldą na wschodzie, oraz między Łabą na południu a Zatoką Lubecką na północy.
Marchia Billungów została utworzona wraz z nadaniem Hermannowi Billungowi przez księcia saskiego i króla Niemiec Ottona I Wielkiego w 936 roku tytułu princeps militiae i przekazaniem terenów północno-wschodniego pogranicza Księstwa Saksonii w celu obrony i ekspansji przeciwko Słowianom połabskim.